# Азармедохт
Азармедохт (букв. Дочка вогню) — правителька Ірану в 630–631, з династії Сасанідів, донька Хосрова II Первіза, поряд з Борандохт, одна з двох жінок-правительок в історії Сасанідського Ірану.

## Правління
Була зведена на престол Ірану під час відсутності дорослого претендента з династії Сасанідів по чоловічій лінії.
Наразі точний період її правління невідомий. На ті часи припав найскладніший період в історії держави Сасанідів, пов'язаний з фактичною агонією цієї держави.
За рік після початку правління Азармедохт, сасанідська знать на чолі з еранспахбедом Рустамом звела на престол Єздигерда III, онука Хосрова II.